# Josie Hermer
Josie Hermer (* 4. September 2003) ist eine deutsche Schauspielerin.

## Leben
Hermer spielte von der 22. bis zur 25. Staffel in der deutschen Fernsehserie Schloss Einstein die Sportinternatsschülerin Sibel Peters.
Erste Schauspielerfahrungen sammelte sie in einer Theatergruppe an ihrer Schule sowie als Statistin und Tänzerin an der Chemnitzer Oper.

## Filmografie
- 2019–2022: Schloss Einstein (Fernsehserie, Folgen 22x01–25x26)
- 2023: Meme-Girls (Fernsehserie RTL+, Folgen 01–06)